# Columbiophasma quindensis
Columbiophasma quindensis är en insektsart som först beskrevs av Justin Goudot 1843.  Columbiophasma quindensis ingår i släktet Columbiophasma och familjen Pseudophasmatidae. Inga underarter finns listade i Catalogue of Life.